# فوزية جيلاني
فوزية جيلاني ‏ (1971 - ) سياسية، وسيدة أعمال من أفغانستان.